# Nerozhovice
Nerozhovice je malá vesnice, část obce Vápenný Podol v okrese Chrudim. Nachází se asi 1,5 km na sever od Vápenného Podola. V roce 2009 zde bylo evidováno 17 adres. V roce 2001 zde trvale žilo 21 obyvatel.
Nerozhovice je také název katastrálního území o rozloze 1,72 km2.

## Galerie

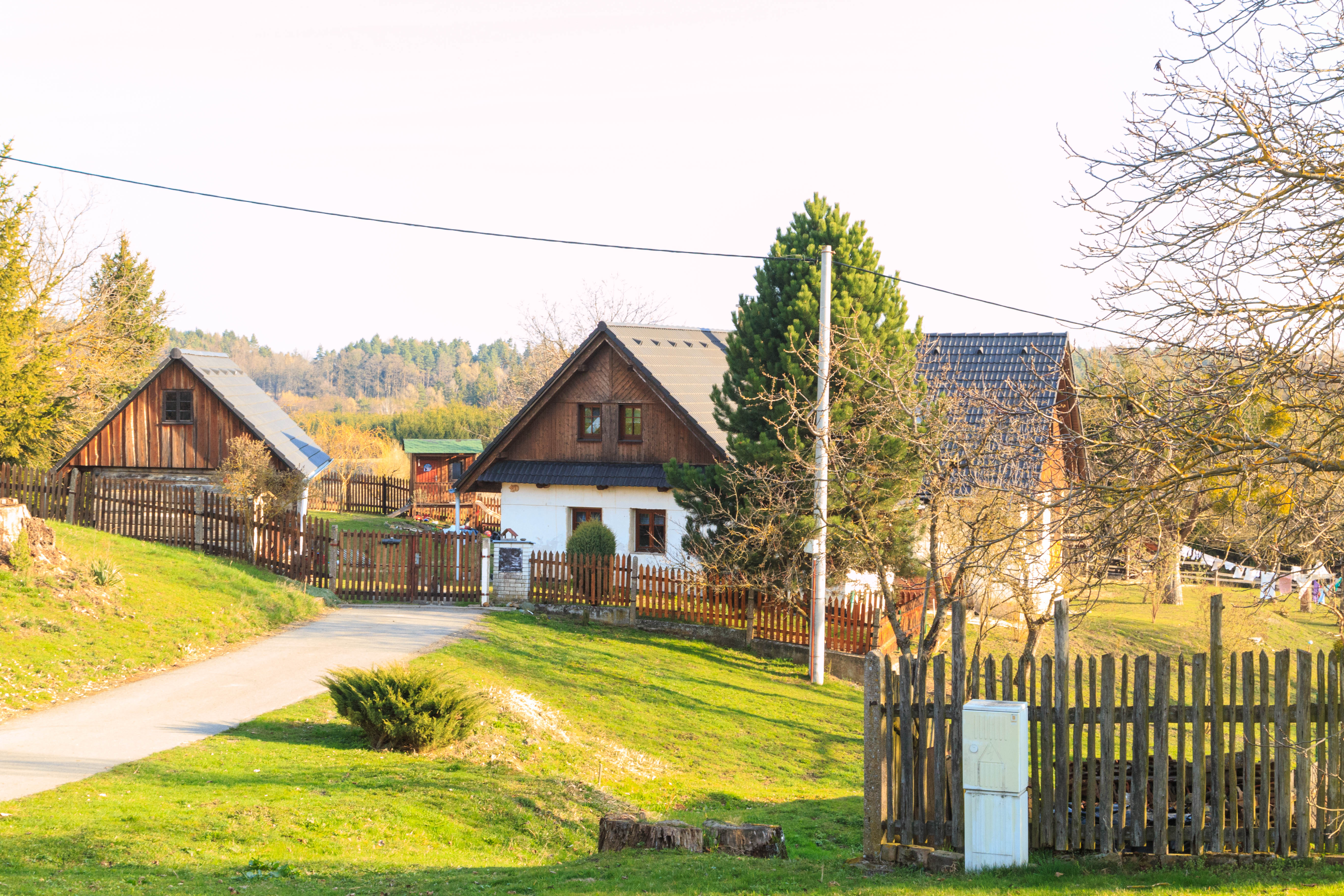
Nerozhovice u Vápenného Podola - dům čp. 1
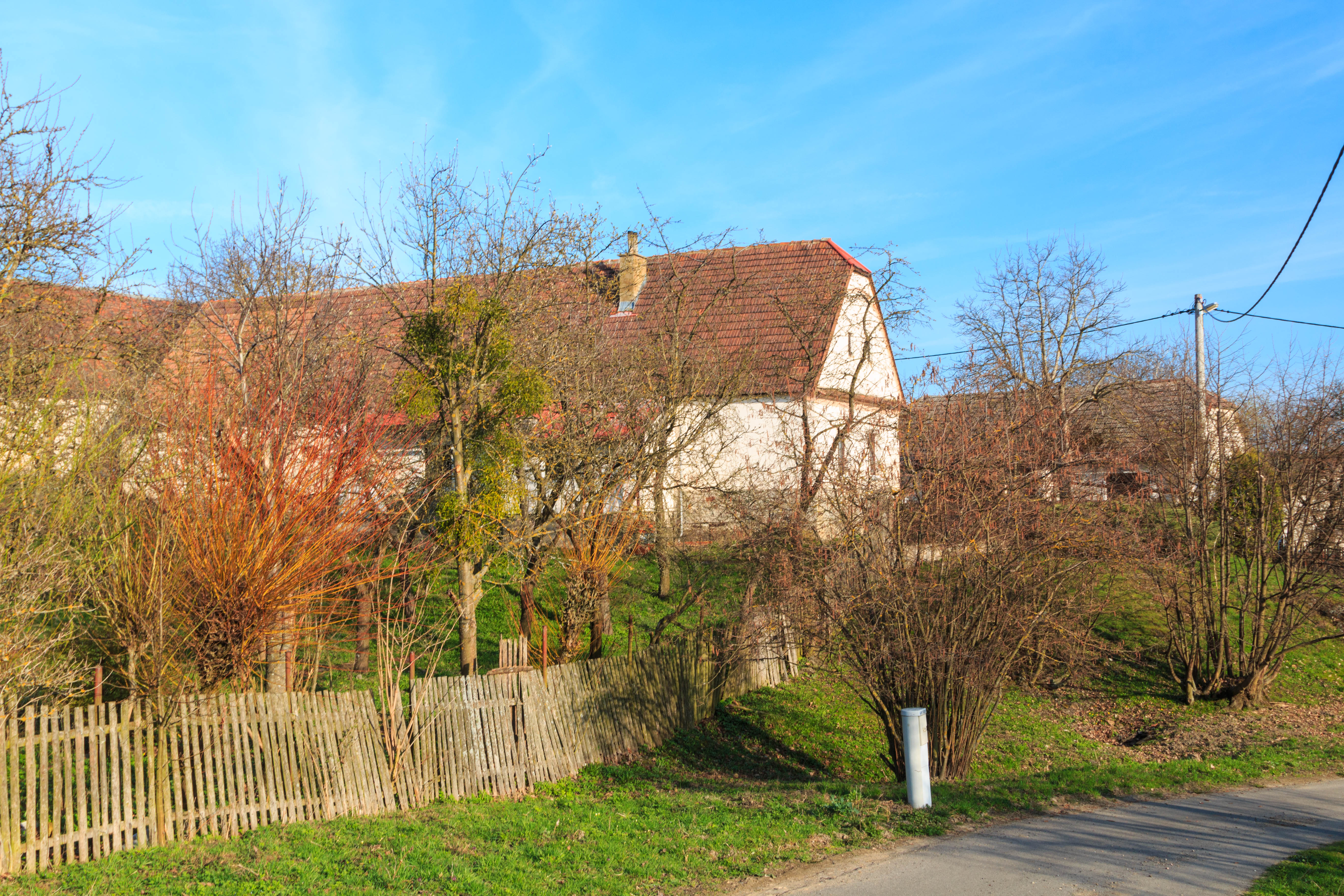
Nerozhovice u Vápenného Podola - dům čp. 12
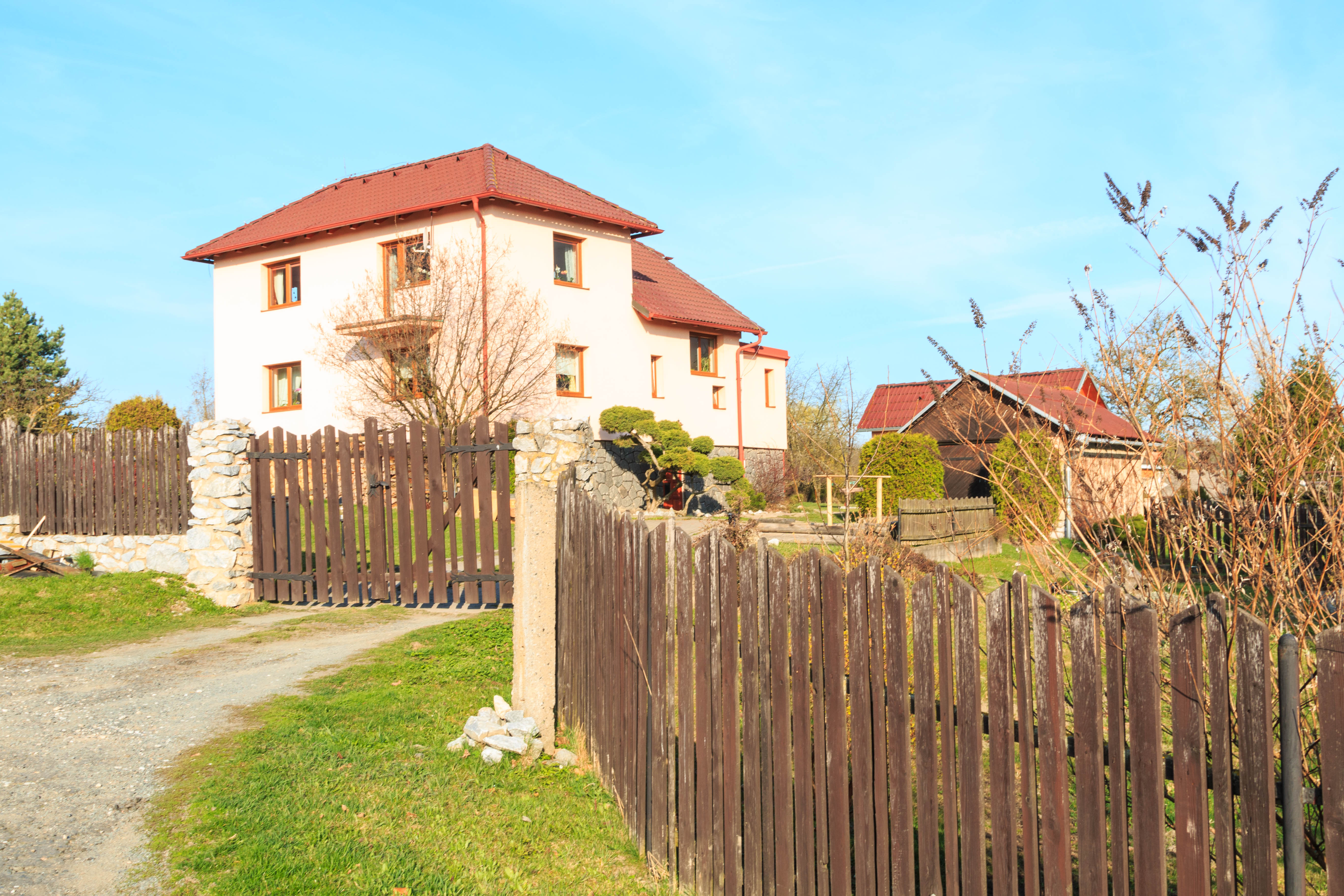
Nerozhovice u Vápenného Podola - dům čp. 6
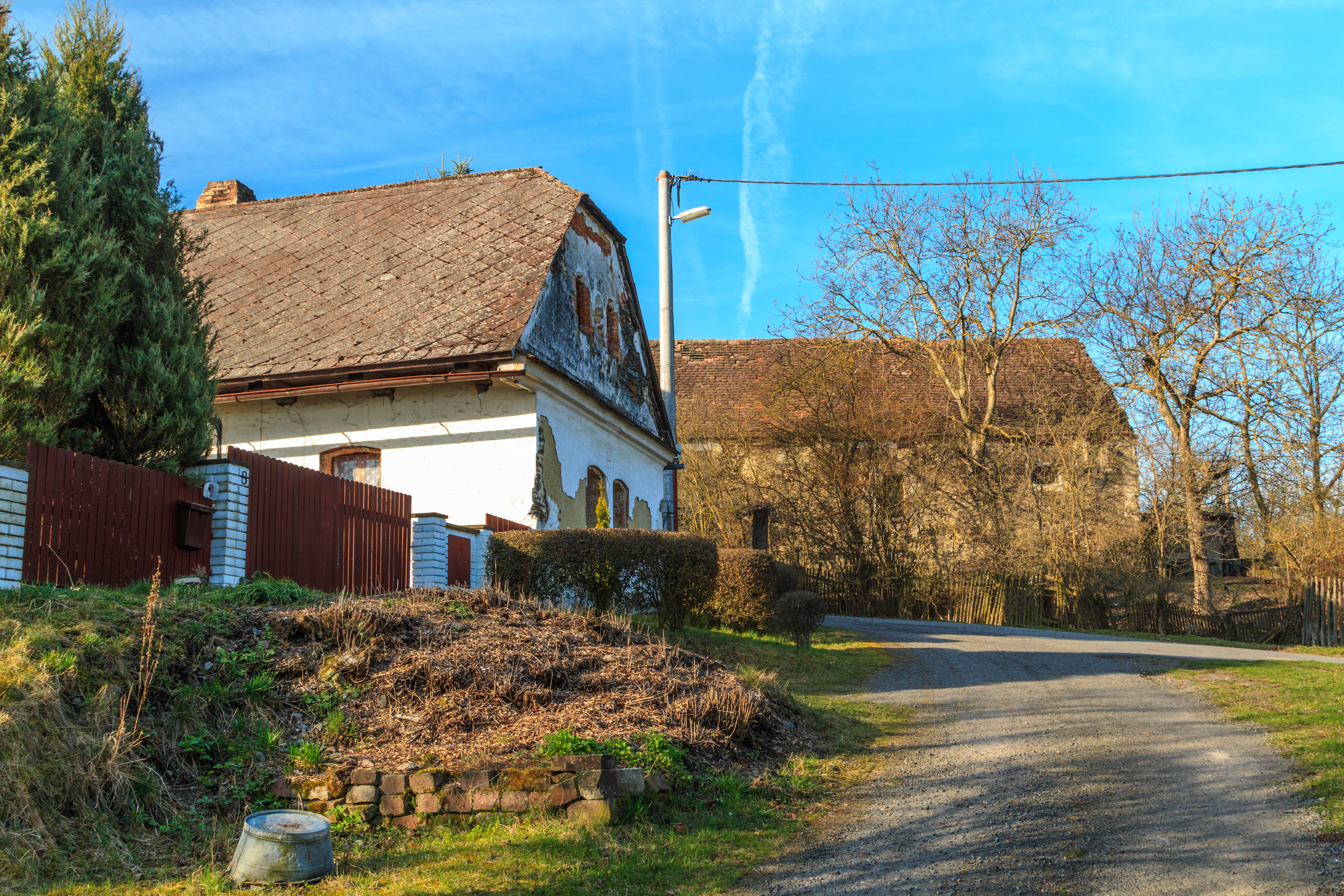
Nerozhovice u Vápenného Podola - dům čp. 8